# Otto ed Elise Hampel

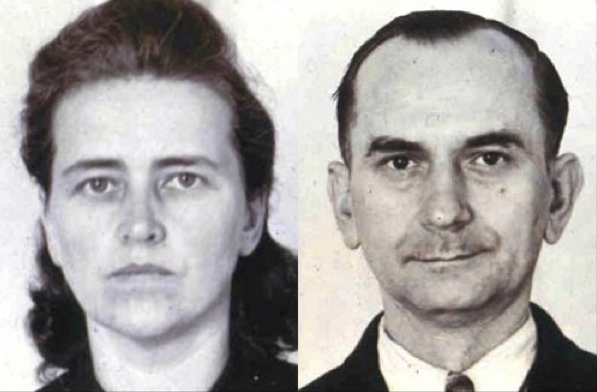
Elise e Otto Hampel

Otto ed Elise Hampel sono stati una coppia di lavoratori tedeschi che intrapresero una semplice forma di resistenza antinazista a Berlino durante i primi anni della seconda guerra mondiale. Scrissero una serie di cartoline anonime in cui denunciavano il governo di Hitler, che lasciavano in luoghi pubblici in diversi punti della città. Vennero catturati, processati e ghigliottinati a Berlino, nella prigione di Plötzensee, l'8 aprile del 1943. Poco dopo la fine della guerra il carteggio della Gestapo che li riguardava giunse in possesso del romanziere Hans Fallada, che ne trasse il romanzo Jeder stirbt für sich allein (1947), tradotto in italiano nel 1950 con il titolo Ognuno muore solo.

## Biografia
Otto Hampel (21 giugno 1897 – 8 aprile 1943) nacque a Mühlbock, un sobborgo di Wehrau, attualmente in Polonia, ma allora parte della Germania. Prestò servizio durante la prima guerra mondiale e in seguito fu un operaio.
Elise Lemme (27 ottobre 1903 – 8 aprile 1943) nacque a Bismark, nell'area di Stendal. La sua istruzione scolastica si fermò alla scuola elementare. Lavorò come domestica e fu membro della Nationalsozialistische Frauenschaft (Lega delle Donne Nazionalsocialiste).
La coppia si sposò nel 1935. Dopo aver saputo che il fratello di Elise era morto in battaglia, gli Hampel decisero di intraprendere un'attività atta a incoraggiare la resistenza contro il Terzo Reich. Dal settembre del 1940 fino al loro arresto, nell'autunno del 1942, scrissero oltre 200 cartoline, che lasciarono in cassette della posta e sulle scalinate pubbliche di Berlino, spesso nel quartiere di Wedding, dove vivevano. Le cartoline invitavano la gente a rifiutarsi di cooperare con i nazisti, ad astenersi dal donare loro denaro, a rifiutarsi di prestare il servizio militare e a rovesciare Hitler.
Sebbene quasi tutte le cartoline venissero immediatamente sequestrate dalla Gestapo, la stessa impiegò due anni per individuare la coppia. Gli Hampel vennero denunciati nell'autunno del 1942 e quindi arrestati. Otto dichiarò alla polizia che era felice di aver protestato contro Hitler e il Terzo Reich. Al processo al Tribunale del Popolo (Volksgerichtshof) gli Hampel vennero condannati per aver compiuto il delitto della Wehrkraftzersetzung e per alto tradimento. Vennero decapitati entrambi mediante ghigliottina l'8 aprile del 1943 nel carcere di Plötzensee di Berlino.

## Nella cultura di massa

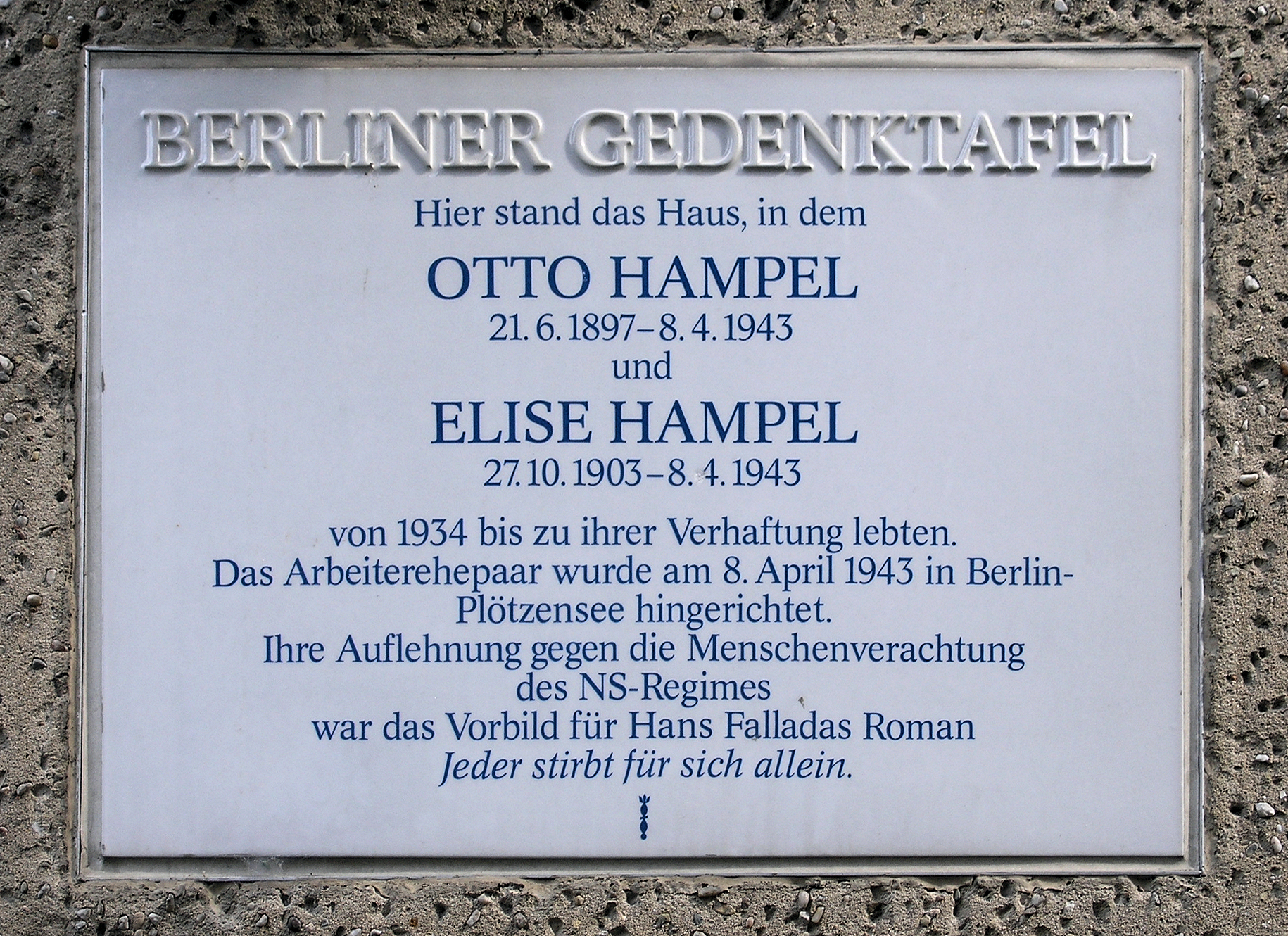
Targa commemorativa apposta sulla residenza degli Hampel in Amsterdamer Straße 10 a Berlino. TARGA MEMORIALE DI BERLINO. Ecco la casa in cui OTTO HAMPEL e ELISE HAMPEL vissero dal 1934 fino al loro arresto. La coppia operaia fu giustiziata l'8 aprile 1943 a Berlino-Ploetzensee. La loro ribellione contro il disprezzo del regime nazista per gli esseri umani è stato il modello per il romanzo di Hans Fallada Ognuno muore solo.

La loro vicenda è stata romanzata nel libro di Hans Fallada Ognuno muore solo (Der Alpdruck e Jeder stirbt für sich allein), dove vengono rinominati Otto e Anna Quangel e dove è il loro figlio a venire ucciso, anziché il fratello di Elise. L'edizione in inglese del libro contiene un'appendice con estratti dal reale incartamento della Gestapo, che comprendono foto segnaletiche, confessioni firmate, rapporti di polizia e molte delle cartoline utilizzate durante la loro protesta.
Esistono cinque adattamenti cinematografici o televisivi del romanzo:
- Jeder stirbt für sich allein, diretto da Falk Harnack in Germania Ovest nel 1962.[7]
- Jeder stirbt für sich allein, miniserie televisiva del 1970 diretta da Hans-Joachim Kasprzik e prodotta dalla DEFA in Germania Est.[8]
- Jeder stirbt für sich allein, film cinematografico diretto da Alfred Vohrer nel 1975.
- Dobro a zlo u Dušana Kleina, miniserie televisiva diretta da Dušan Klein e trasmessa in tre parti nella Repubblica Ceca nel 2004.[9]
- Lettere da Berlino (Alone in Berlin), film cinematografico diretto da Vincent Pérez nel 2016 e interpretato da Emma Thompson e Brendan Gleeson, presentato il 15 febbraio 2016 al Festival di Berlino.